# Église de l'Incarnation de Doubrovitsy
| \| Doubrovitsoui Moscou 10 km \| La carte de Grand Moscou |
| Doubrovitsoui Moscou 10 km                                |

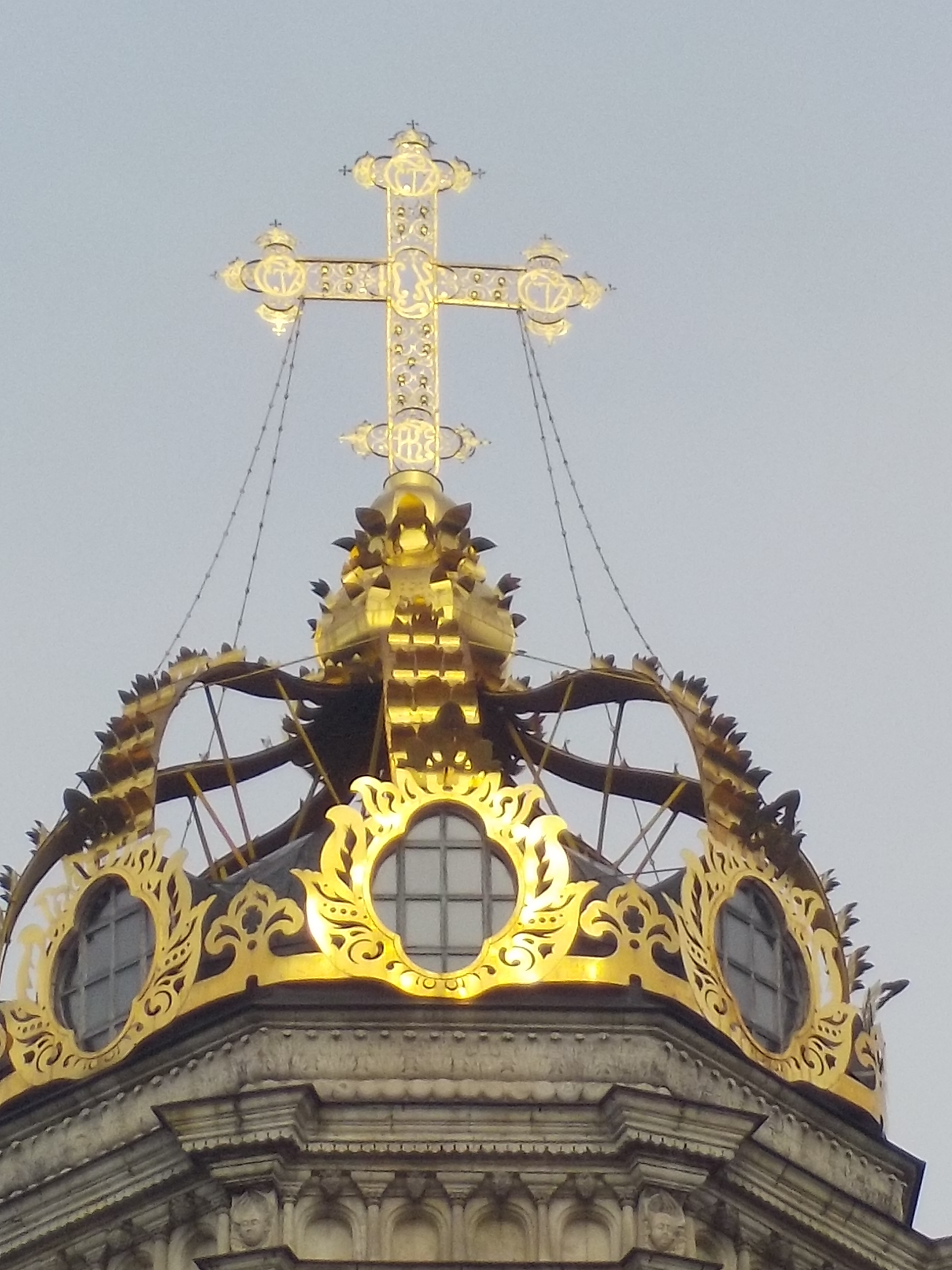
La coupole avec une couronne

L'église de l'Incarnation de Doubrovitsy, ou église Notre-Dame du Signe à Doubrovitsy, ou église de l'icône de Notre-Dame du Signe (Znaménié), (en russe : Церковь Знамения Пресвятой Богородицы в Дубровицах), est une église orthodoxe, situé dans le village de Doubrovitsy, dans les environs de Moscou (district de Podolsk). Elle est dédiée à l'icône de Notre-Dame du Signe appelée également icône de l'Incarnation. La partie centrale du domaine Doubrovitsy appartenait anciennement aux familles nobles des Morozoff, des Galitzine et des Dmitrieff-Mamonoff.
L'église dépend de l'éparchie de Podolsk et du Patriarcat de Moscou et de toute la Russie.

## Architecture

### Extérieur

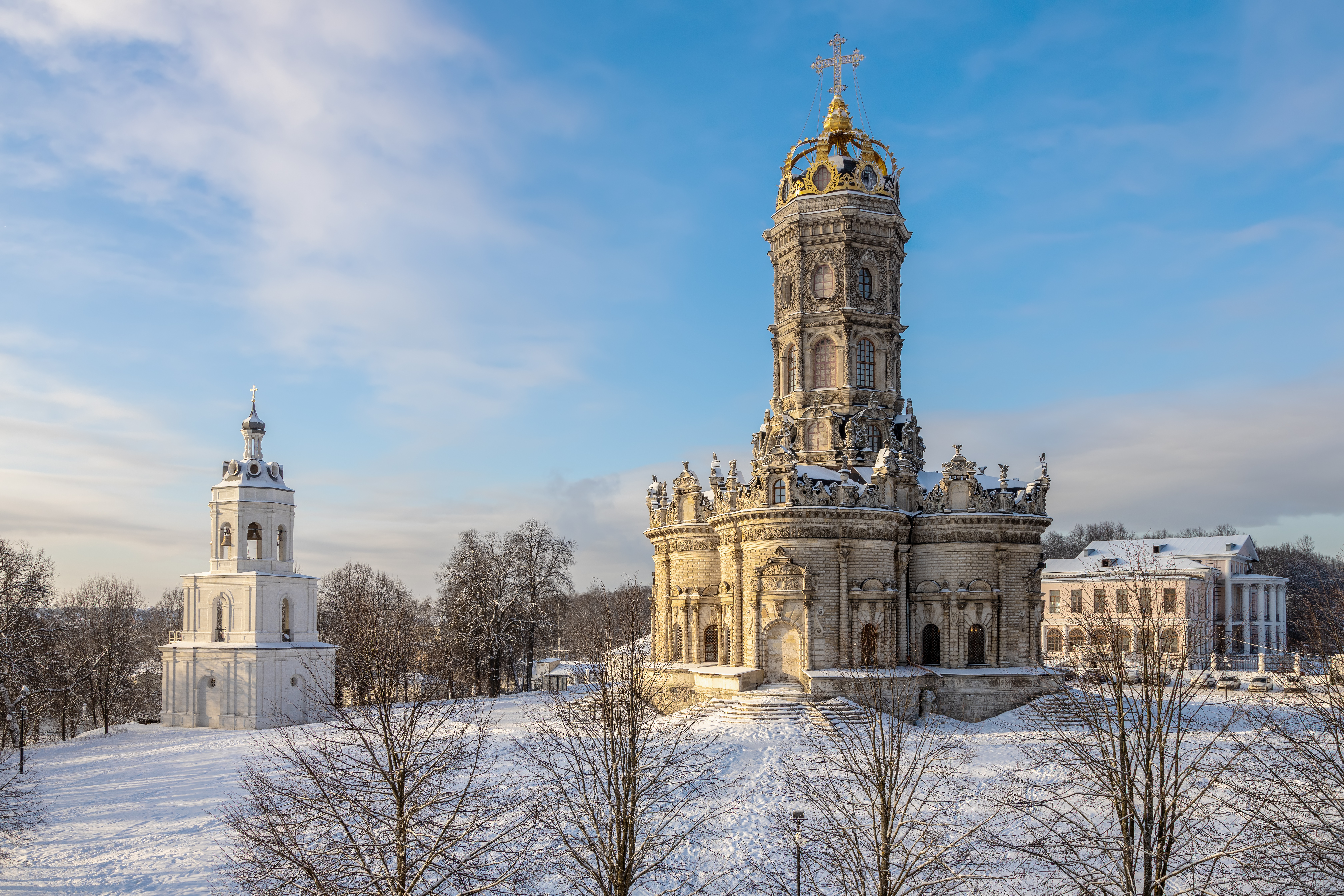
Vue de la façade

L'église est construite en pierre blanche, sur la rive du cap formé par le confluent des rivières Desna et Pakhra. Elle est célèbre pour son architecture unique en style baroque Galitzine. Sa construction débute le 22 juillet 1690, et s'achève en 1703. Dans l'ensemble architectural du domaine, l'église est l'élément dominant.
Nous ne connaissons pas l'auteur de ce chef-d'œuvre, ni les maîtres qui ont travaillé ici. Plusieurs historiens supposent que c'est l'architecte suédois Nicodème Tessin le Jeune (1654–1728), qui en est l'auteur. Il connaît l'Italie, est un élève de Gian Lorenzo Bernini et on lui doit le château de Drottningholm (réalisé ensemble avec son père Nicodème Tessin l'Ancien) ainsi que le palais royal de Stockholm, ,. Mais les plans par contre ont été gravés par un artisan d'Amsterdam presque homonyme : Ian Tessing, à qui Pierre Ier le Grand aurait confié l'édition de différents plans architecturaux en 1700.   
C'est le prince Boris Alexeïevitch Galitzine (1654–1714), ancien précepteur de Pierre le Grand, tombé en disgrâce en 1689, de retour sur ses terres, qui décide de construire l'église de l'Incarnation dans son domaine de Doubrovitsy. Il a eu une éducation toute européenne et promeut ardemment les techniques occidentales.
Avant le début des travaux de construction, l'ancienne église en bois a été démontée et transportée dans le village voisin de Lemeshovo. Certains historiens suggèrent que des artisans italiens, invités par le prince Galitzine spécifiquement à cette fin, ont participé à la construction. Nous pouvons seulement dire avec certitude que des maîtres étrangers et russes ont travaillé à la création de l'église de Doubrovitsy.
Le plan de l'édifice est carré, inscrit dans un quadrilobe aux extrémités arrondies. L'ensemble forme une tour-lanterne octaèdre (l'octogone sur un cube), percée de trois rangées de fenêtres et dominée par une somptueuse couronne en fer forgé ajourée. Les volumes, au lieu de se juxtaposer, s'accordent entre eux pour, conformément à l'esthétique baroque, former l'unité de la composition. La logique architecturale de l'édifice relève entièrement d'une nouvelle époque. L'achèvement de l'église avec une couronne est un cas unique dans l'architecture russe.
La hauteur de l'église avec un dôme est de 42,3 m, la hauteur du dôme est de 4,5 m, la croix est de 4,8 m.
Le premier étage de l'église repose sur une haute fondation ; l'église possède également un demi sous-sol. Les quatre absides semi-cylindriques sont dominées par des terrasses entourées de parapets auxquels on accède par des escaliers en pente douce. La façade en pierre est recouverte d'un décor foisonnant : colonnes à chapiteaux corinthiens, fenêtres ovales, lucarnes et coquilles italiennes.
Sur le toit de l'église sur les frontons autour du périmètre se trouvent des figures d'anges. Huit statues des apôtres sont installées à la base de la tour octogonale, entre les fenêtres. À l'entrée principale, deux sculptures : à droite celle de saint Grégoire de Nazianze et à gauche – saint Jean Chrysostome. Au-dessus d'eux sur le toit se trouve une statue de Basile de Césarée. Au sol même, sur un podium bas, dans les coins du socle, se trouvent les statues fortement endommagées des quatre évangélistes : Marc, Luc, Jean et Matthieu. La façade est recouverte de fruits, de guirlandes, de feuilles d'acanthe qui se démarquent nettement du style baroque Narychkine et n'entrent nullement dans la tradition architecturale de Moscou. Le décor s'inspire de l'art de l'Europe du Nord. Louis Réau, qui n'apprécie guère l'ouvrage, le compare à un gigantesque hochet d'ivoire, une simple curiosité, une fantaisie de boyard féru d'occidentalisme qui voulait rivaliser avec les grands seigneurs polonais.

### Intérieur
Les volumes intérieurs de l'église sont somptueux. À l'origine, la couleur des murs était ocre clair, après la restauration les murs ont été peints en bleu clair. Il est probable que les sculptures sont dues à des Suisses, selon T. A. Gatova et Véra Traimond. Les motifs sont issus de la tradition catholique : Le Couronnement d'épines du Christ, le Portement de croix. De même, les inscriptions liturgiques sont en latin. Ces dernières ont été supprimées en 1847-1848 sur l'ordre du métropolite Philarète de Moscou. L'utilisation des techniques de haut-relief et de la ronde-bosse, caractéristique du baroque italien, constitue une première dans l'histoire de l'architecture russe. Seule la magnifique iconostase relève du style Narychkine.

## Histoire
Lors de la consécration de l'église le 22 février 1704, sont présents : le métropolite de Riazan et de Mourom Étienne Iavorski, et le Tsar lui-même Pierre le Grand.
En 1812, l'armée française entra brièvement dans le village de Doubrovitsy. Un petit détachement de cavalerie du maréchal Joachim Murat quitte Doubrovitsy le 10 (22) octobre 1812. L'église n'a pas été touchée.
À la fin des années 1840, la restauration de l'église est entreprise sous la direction de Fiodor Richter (1808-1868). Après cette restauration, l'église est à nouveau consacrée le 27 août 1850 par le métropolite de Moscou Philarète. Ce dernier dans son homélie souligne l'idée dominante des bâtisseurs qui est de donner une nouvelle image de la Russie à l'image des autres peuples européens et ce sur chaque pierre de l'édifice,.
Au début du XXe siècle, une école paroissiale pour les enfants, ainsi qu'un hospice pour les pauvres, sont ouverts sous la dépendance de l'église.

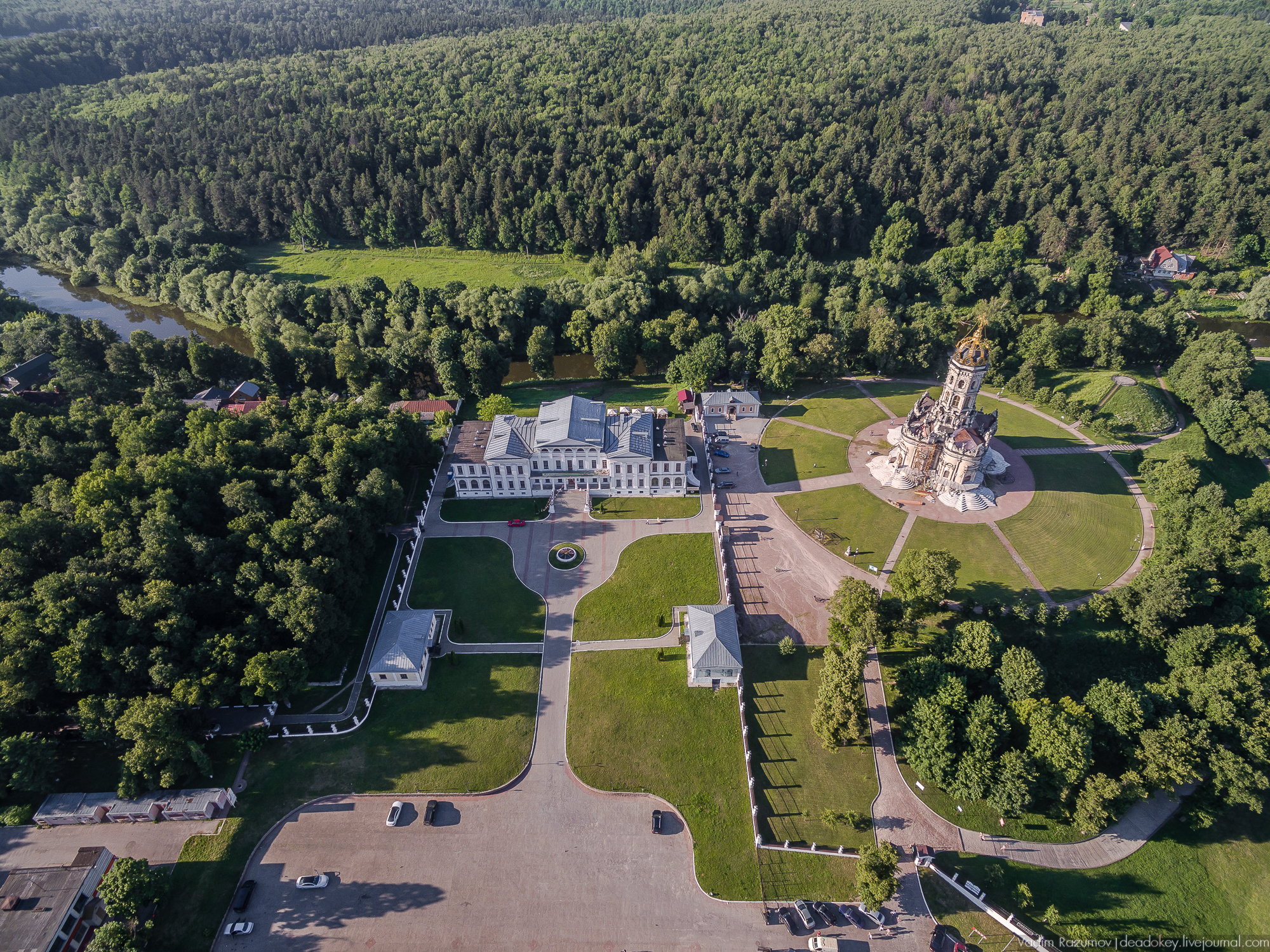
Manoir et église

Il existait en 1917 dans la propriété de Doubrovitsy un musée historique et de la vie quotidienne qui avait été installé par le prince Galitzine. Après la Révolution d'Octobre, ce musée est placé sous l'autorité du Commissariat du peuple de la République socialiste fédérative soviétique de Russie. Puis en 1925 sous celle de la direction moscovite de l'enseignement. En février 1927, le musée est fermé par les autorités et les pièces exposées sont envoyées au Monastère Donskoï et au « Musée-réserve Tsarytsino ». En 1929 l'église est fermée au culte : en 1931 les cloches sont enlevées.
En octobre 1989, s'est formée une association de fidèles locale qui tente de récupérer l'usage de l'église. Le premier février 1990, elle obtient une réponse positive de la part des autorités du district de Podolsk. Mais des obstacles subsistent et le premier service religieux a lieu dans la rue et non dans l'église le 22 juillet 1990. La première célébration liturgique dans l'église a lieu en présence du vicaire de l'éparchie de Moscou, l'évêque Grigori Tchirkov, le 14 octobre 1990. En 2000, les icônes de l'iconostase de l'église lui ont été rendues par l'Institut qui les avait conservées. À côté de l'église, le clocher, détruit en 1931, a été restauré en 2022. Au rez-de-chaussée du clocher se trouve une église en l'honneur des martyrs Adrian et Natalia.

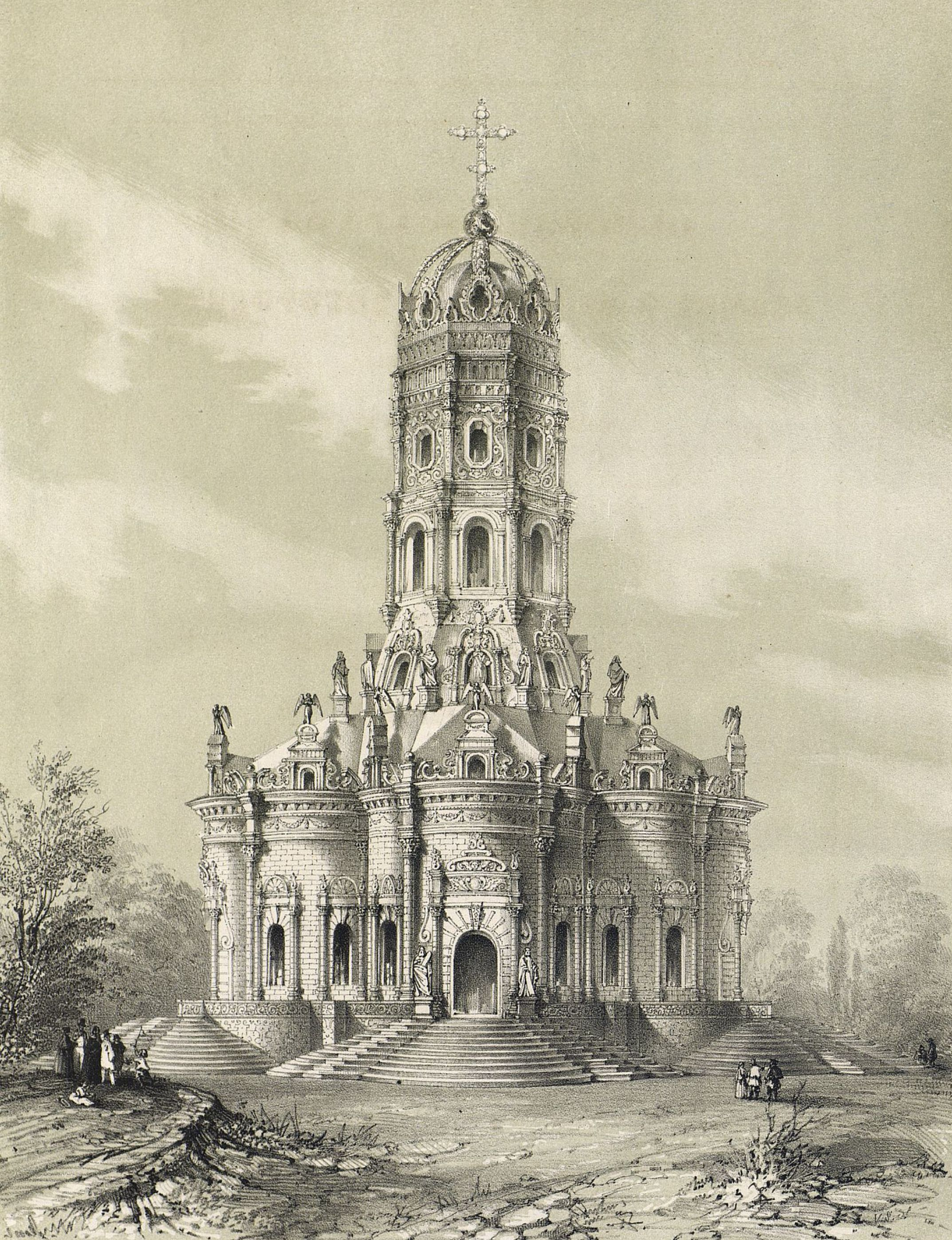
Église en gravure 1850
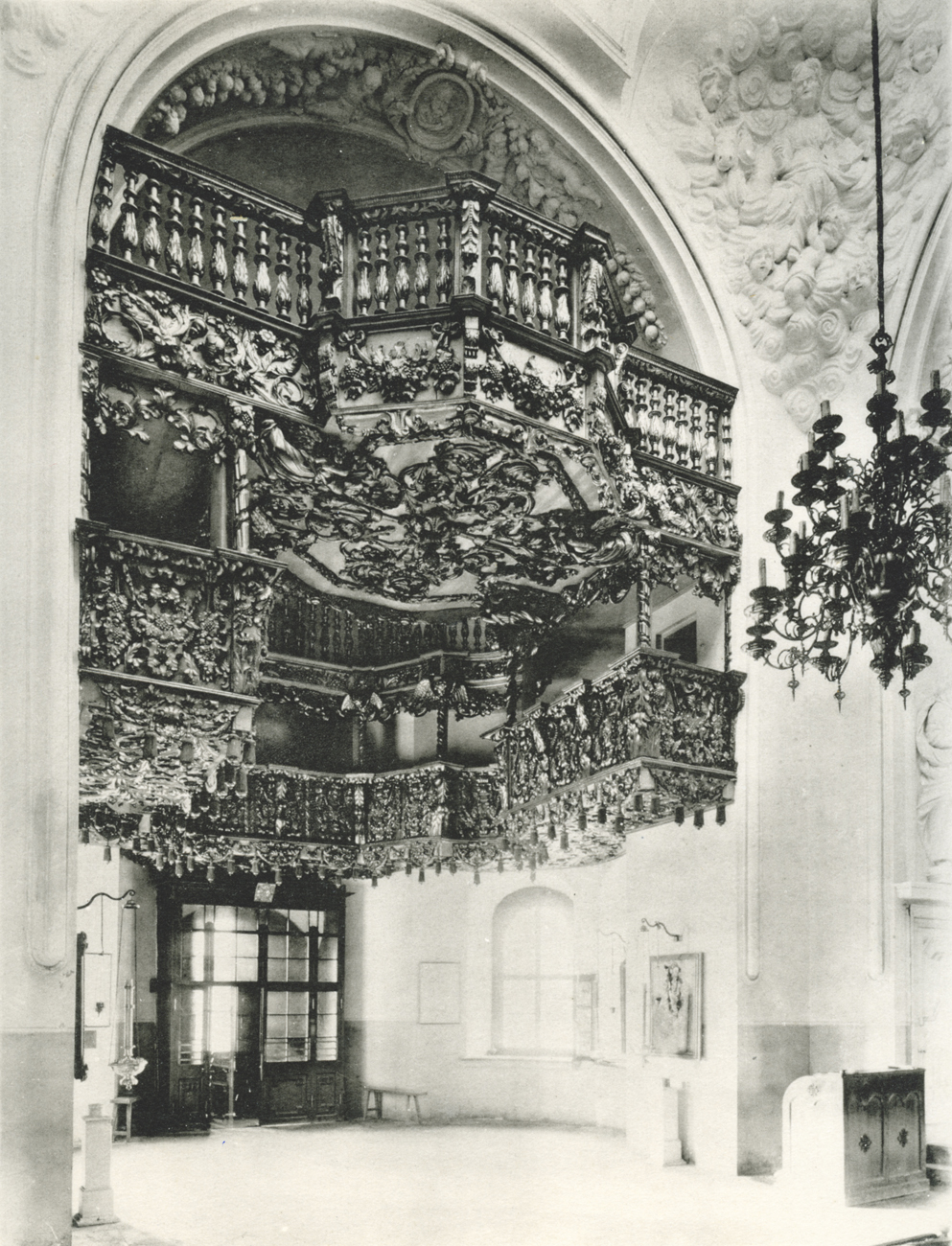
Chœur, photo 1910
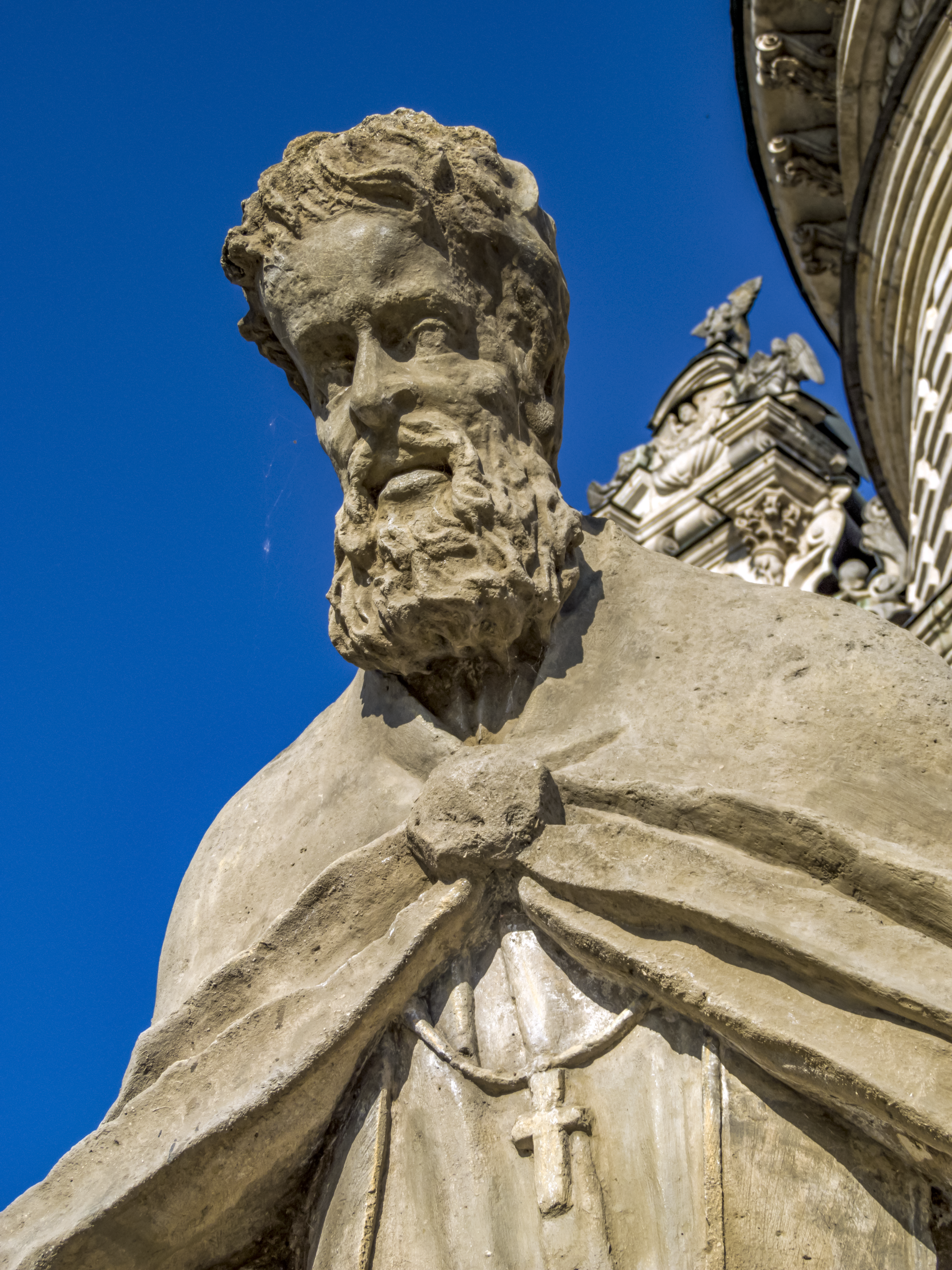
Sculpture
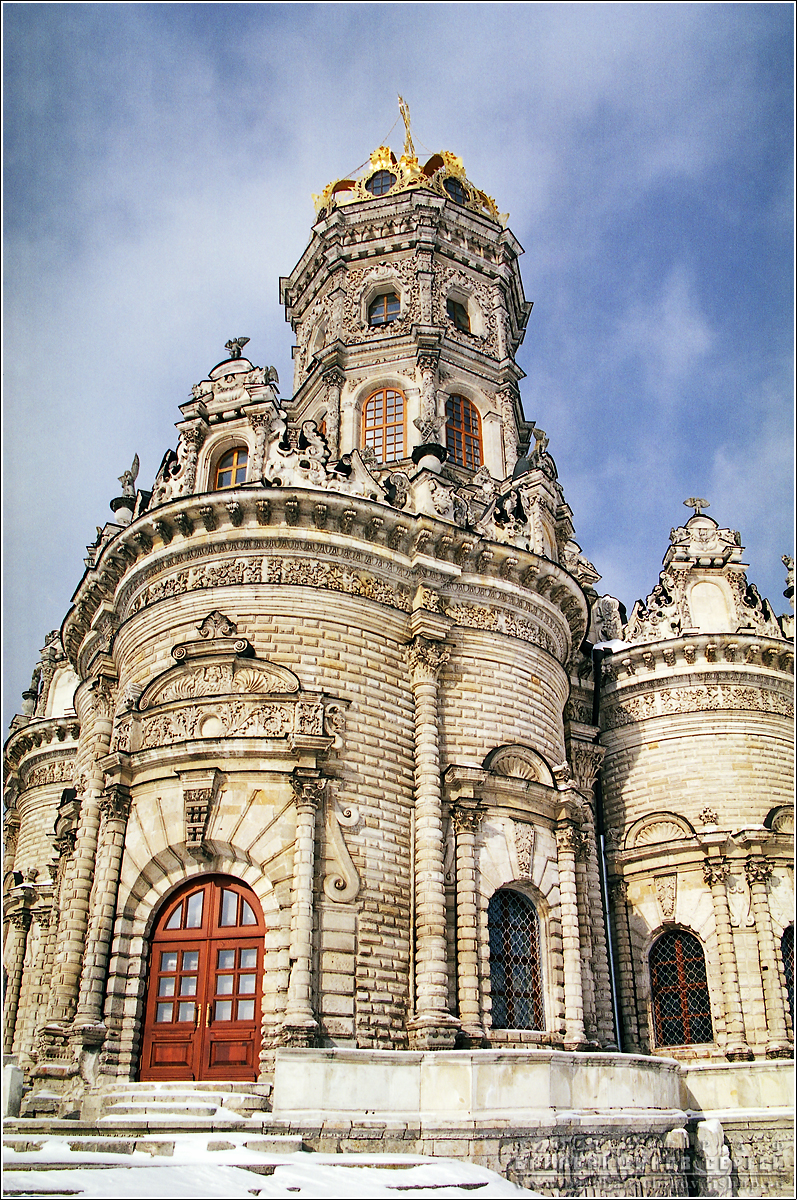
Vue de la façade sud
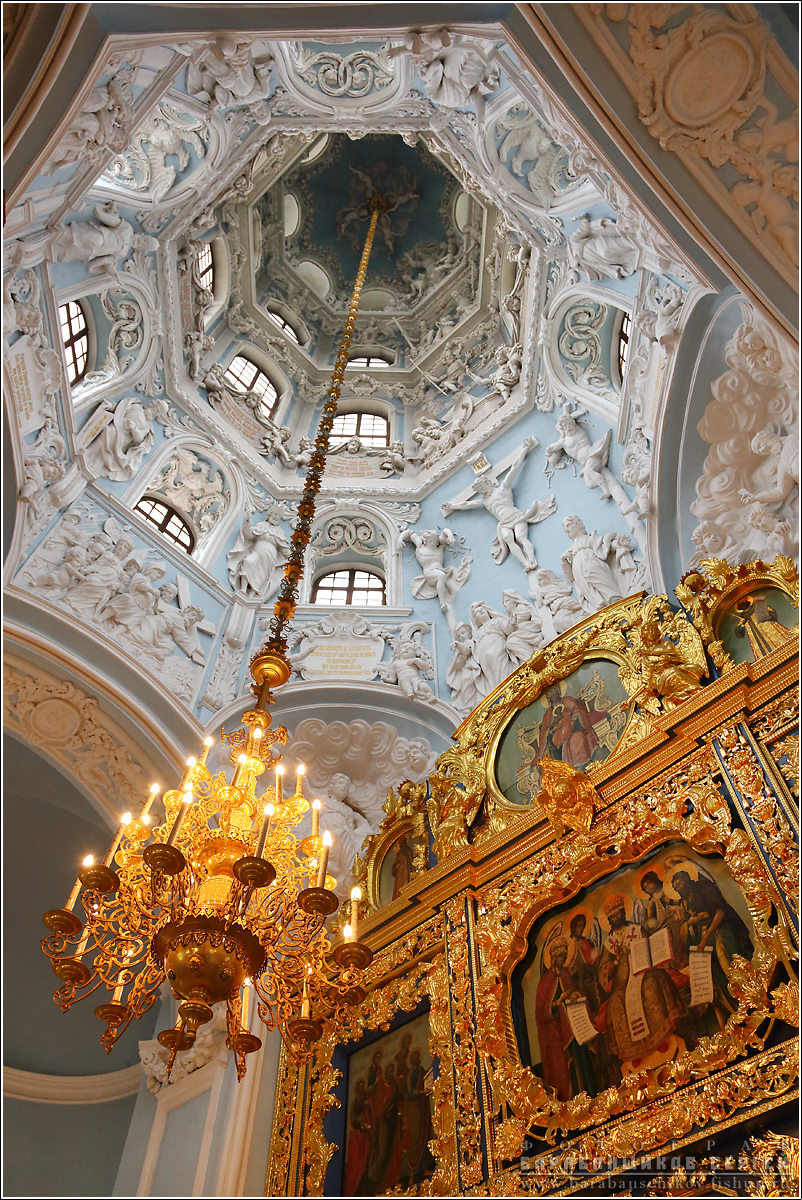
Perspective de l'intérieur